# Kula Wild Adventure Park
Kula WILD Adventure Park är en park i Fiji. Den ligger i divisionen Västra divisionen, i den västra delen av landet, 90 km väster om huvudstaden Suva. Kula WILD Adventure Park ligger 5 meter över havet.
Närmaste större samhälle är Sigatoka, 6 km nordväst om Kula WILD Adventure Park.